# Radovan (Ivanec)
Radovan falu Horvátországban Varasd megyében. Közigazgatásilag Ivanechez tartozik.

## Fekvése
Varasdtól 11nbsp;km-re délnyugatra, községközpontjától 10km-re keletre fekszik. 

## Története
A történelmi dokumentumok szerint a mai templom helyén a középkorban egy Szent Lőrinc tiszteletére szentelt plébániatemplom állt. A plébánia székhelyét azonban később Lovrečanba helyezték át valószínűleg azért, mert az nagyobb település volt. A templom első írásos említése 1638-ból származik. Az egyházi vizitáció dokumentumában Oškoci főesperes feljegyzi, hogy a templom szentélye félköríves záródású, fából készült és régi. Három oltára van. Harangtornya magas, kőből épített, benne egy haranggal. A templom körül temető van. 1760 és 1765 között a régi templomot lebontották és újat építettek helyette. A bontás közben a munkások meglepve tapasztalták, hogy a régi templom falába egy Szűz Mária-szobor van befalazva. Ezért a felépült új templomot Szűz Mária tiszteletére szentelték. Egy 1771-ben készített egyházi dokumentum is megerősíti, hogy a Szent Lőrinc-templomot lebontották és anyagának felhasználásával újat építettek. 
A falunak 1857-ben 142, 1910-ben 249 lakosa volt. 1920-ig Varasd vármegye Ivaneci járásához tartozott. 2001-ben 385 lakosa volt. 

## Nevezetességei
Szűz Mária tiszteletére szentelt barokk temploma 1760 és 1765 között épült, berendezése nagyrészt 19. századi. Szűz Mária oltára 18. századi, nagyon szép, gazdagon díszített és számos figurális elem díszíti. A templom legértékesebb műkincse az a 15. századi fából készített Szűzanya-szobor, mely egykor a régi templom falában volt elrejtve. Orgonája egy manuálos rokokó stílusú, az orgonaépítés egyik nagymestere Simon Ottonischer építette 1777-ben.

## Külső hivatkozások
- Ivanec város hivatalos oldala
- Az ivaneci turisztkai egyesület honlapja
- Varasd megye kulturális emlékei[halott link]